# کشتی‌سازی و مهندسی دریایی دوو
کشتی‌سازی و مهندسی دریایی دوو (به انگلیسی: Daewoo Shipbuilding & Marine Engineering) یا به‌اختصار دی‌اس‌ام‌ئی؛ شرکت کشتی‌سازی کره‌ای است، که در زمینه ساخت شناورهای FPSO، نیمه‌شناورها، کشتی‌های کانتینری، کشتی‌های نفت‌کش، حفاری، گازکش و ناوهای جنگی فعالیت می‌کند.
شرکت دی‌اس‌ام‌ای در سال ۱۹۷۸ تأسیس شد و هم‌اکنون پس از شرکت صنایع سنگین هیوندای، به‌عنوان دومین شرکت کشتی‌سازی جهان شناخته می‌شود.
دفتر مرکزی این شرکت در شهر سئول، کره جنوبی قرار دارد و بخشی از سهام آن در بازار بورس کره معامله می‌شود.